# 온신초등학교
온신초등학교는 대한민국 경기도 광명시에 있는 공립 초등학교이다.

## 학교 연혁
- 1934. 04. 10 서면보통학교 부설 노온사 간이학교 인가
- 1943. 04. 01 서면국민학교 노온사분교장 인가
- 1947. 04. 30 온신국민학교 승격
- 1947. 06. 01 초대 손병화 교장 취임
- 1947. 07. 15 온신국민학교 개교
- 1949. 03. 25 제1회 졸업식(57명)
- 1985. 09. 01 온신국민학교 병설유치원 개원
- 1996. 03. 01 온신초등학교로 개명
- 2011. 09. 01 제26대 주봉연 교장선생님 부임
- 2011. 09. 01 경기도교육청 혁신학교 지정
- 2014. 09. 01 경기도교육청 혁신학교 재지정
- 2015. 02. 13 제67회 16명 졸업식(총 3857명)
- 2015. 03. 01 6학급 편성, 특수학급 1학급, 병설유치원 1학급 편성

## 참고 자료
- 온신초등학교 - 한국교육학술정보원 학교알리미